# Монтичели Брузати
Монтичѐли Бруза̀ти (на италиански: Monticelli Brusati) е малко градче и община в Северна Италия, провинция Бреша, регион Ломбардия. Разположено е на 283 m надморска височина. Населението на общината е 4478 души (към 2013 г.).